# Bäckenalm (Bad Gastein)
Die Bäckenalm ist eine Alm in der Gemeinde Bad Gastein im österreichischen Bundesland Salzburg.

## Lage und Charakteristik
Die Bäckenalm liegt auf einer Höhe von 1600 m ü. A. an den westlichen Berghängen des Thronecks in der Ankogelgruppe. Sie gehört zur Ortschaft Bad Gastein und zur Katastralgemeinde Remsach. Das Gelände fällt Richtung Südwesten zum Scheiblingbach ab, einem rechtsseitigen Nebenbach der Gasteiner Ache. Beim Bach erstrecken sich Großseggensümpfe. Die Gamswild-Ruhezone nördlich der Alm darf von 1. Dezember bis 31. Mai nicht betreten werden.
Die Alm befindet sich abseits gängiger Wanderwege. Eine frühere Almhütte ist längst verfallen.

## Geschichte
Im von 1823 bis 1830 erstellten Franziszeischen Kataster ist die Alm als Bäcken Alpe verzeichnet.